# Rhabdodendraceae
Rhabdodendraceae is een botanische naam, voor een familie van tweezaadlobbige planten. Een familie onder deze naam wordt de laatste decennia algemeen erkend door systemen voor plantentaxonomie, en ook door het APG-systeem (1998) en het APG II-systeem (2003).
Het gaat dan om een heel kleine familie van bomen die voorkomen in Zuid-Amerika.
Het Cronquist-systeem (1981) plaatste de familie in de orde Rosales.